# نبی‌آباد (ساری)
نبی‌آباد، روستایی است از توابع بخش رودپی شمالی شهرستان ساری در استان مازندران ایران.

## جمعیت
این روستا در دهستان فرح‌آباد شمالی قرار داشته و براساس آخرین سرشماری مرکز آمار ایران که در سال ۱۳۸۵ صورت گرفته، جمعیت آن ۵۰نفر (۱۴خانوار) بوده‌است.